# Luciano Pavarotti
Luciano Pavarotti (født 12. oktober 1935 i Modena, død 6. september 2007 samme sted) var en italiensk kontratenor. Han var en af sin tids mest populære sangere i operaens verden og hans repertoire spændte over flere musikalske genrer. Han slog for alvor igennem som en verdensstjerne med sin signatursang Nessun dorma, da en af hans indspilninger af sangen blev brugt af BBC i forbindelse med VM i fodbold 1990 i Italien. Han var tillige kendt for sine tv-transmitterede koncerter og som en af De tre Tenorer. Pavarotti høstede også hæder for sin humanitære indsats og var FN fredsambassadør (Messenger of Peace) fra 1997.

## Liv og virke
Pavarotti stammede fra en bagerfamilie, ville oprindelig være underviser og underviste også i to år på Scuola delle Magistrale. Hans far var kendt som tenor i byen Modenas kor og det var også her at Luciano Pavarotti gjorde sine første sangererfaringer. I 1956 bestemte han sig for sangerkarrieren, og studerede sang først hos Arrigo Pola i Modena og senere hos Ettore Campogalliani i Mantova. Ved siden af arbejdede han som forsikringsagent for at kunne finansiere de seks års studier, det blev til.
I 1961 vandt han en international sangerkonkurrence i Reggio Emilia og den 29. april samme år debuterede han i rollen som Rodolfo i La Bohème i Modenas operahus. Forestillingen blev transmitteret af den italienske tv-station Rai - Radiotelevisione Italiana. Så fulgte slag i slag invitationer til italienske og internationale operahuse som Amsterdam, Covent Garden, Wiener Staatsoper, Zürich og Glyndebourne. Til at begynde med var Pavarotti en let og lyrisk tenor – ideel til bel canto-partier af Vincenzo Bellini, Donizetti og den unge Giuseppe Verdi. Med tiden udviklede stemmen sig i retning af mere dramatiske partier hen mod verismo, den operaform som blev grundlagt af Pietro Mascagni og Ruggiero Leoncavallo, som skildrer almindelige menneskers dagligliv og karakteriseres ved dramatisk musik.
I 1965 indledte Pavarotti et samarbejde med Joan Sutherland med turneer i USA og Australien; året efter debuterede han på Teatro alla Scala i Milano. Så fulgte engagementer i Barcelona, Paris, London, New York City (The Metropolitan Opera) og ved Festspillene i Salzburg. Et markant gennembrud kom i 1972 ved en opsætning af Regimentets Datter i New York. I arien "Ah! mes amis, quel jour de fête!" leverede Pavarotti ni perfekte høje C'er – en præstation der udløste stående ovationer og 17 fremkaldelser.
Pavarotti har sunget ved alle de store internationale operascener og samarbejdet med næsten alle sin tids største dirigenter. Blandt hans kvindelige sangerpartnere kan fremhæves Joan Sutherland, Montserrat Caballé, Ileana Cotrubas, Kiri Te Kanawa, Maria Chiara og Mirella Freni.
I 1981 begyndte han at optræde mindre på scenen, men mere ved koncerter og på tv. I forbindelse med VM i fodbold i 1990 dannede han, José Carreras og Plácido Domingo trioen De tre tenorer. Den fik stor gennemslagskraft og skabte folkelig interesse for både Pavarotti og hans kolleger samt operagenren.
I juni 1993 samlede Pavarotti over 500.000 tilhørere i Central Park i New York, og han sang i september samme år for 300.000 mennesker ved Eiffeltårnet i Paris. Han har sunget flere gange i Danmark: Første gang i Forum København i 1988 og sidste gang den 31. august 2005 på Augustenborg Slot, hvor han gav en koncert som led i sin verdensomspændende afskedsturne.
Pavarotti døde i sit hjem i Modena efter lang tids kamp mod bugspytkirtelkræft. Samme uge han døde, skulle han have modtaget den italienske regerings pris for sit arbejde med at fremme italiensk kultur. Umiddelbart efter dødsfaldet bekendtgjorde Modenas borgmester, at byens operahus skulle opkaldes efter Pavarotti.